# Refinería de Dangote

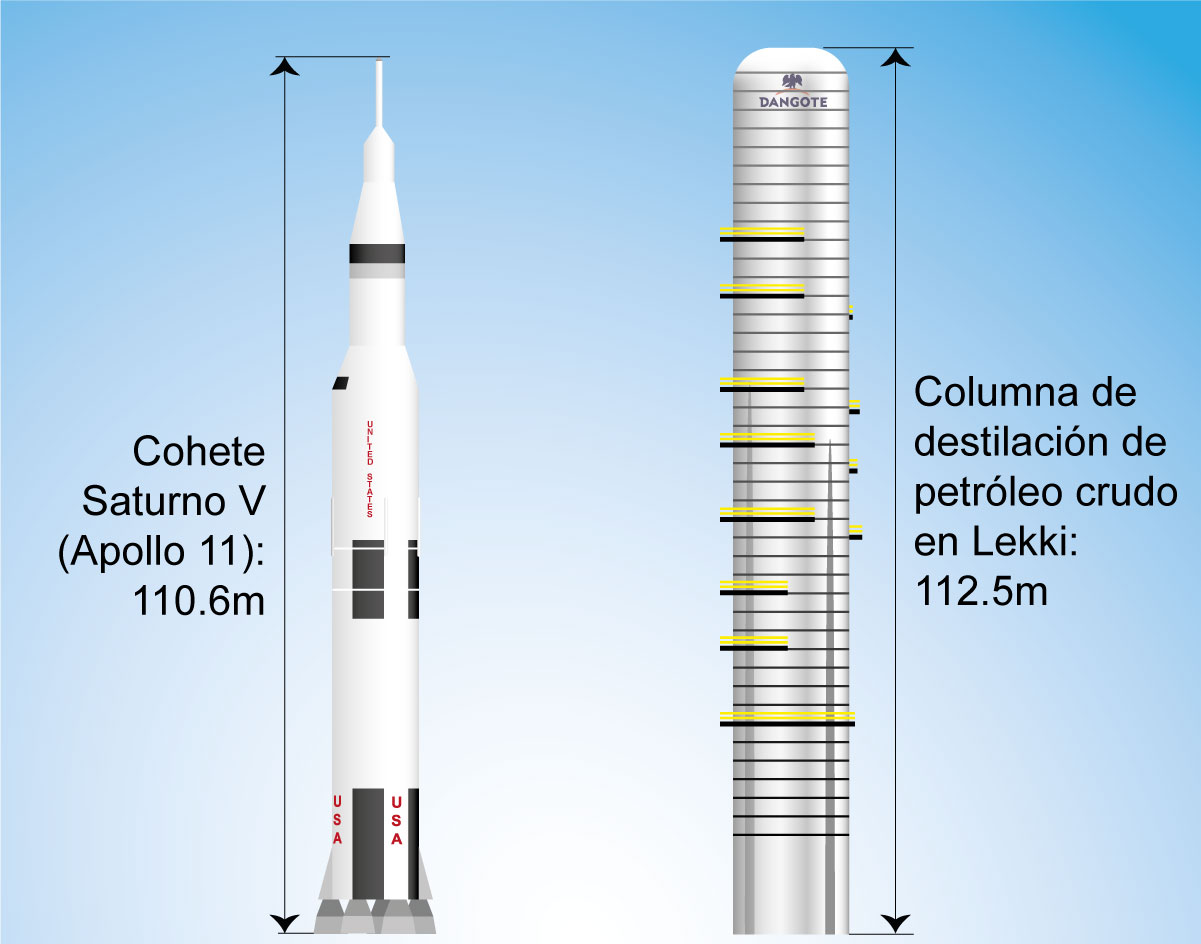
Columna de destilación en comparación de tamaño

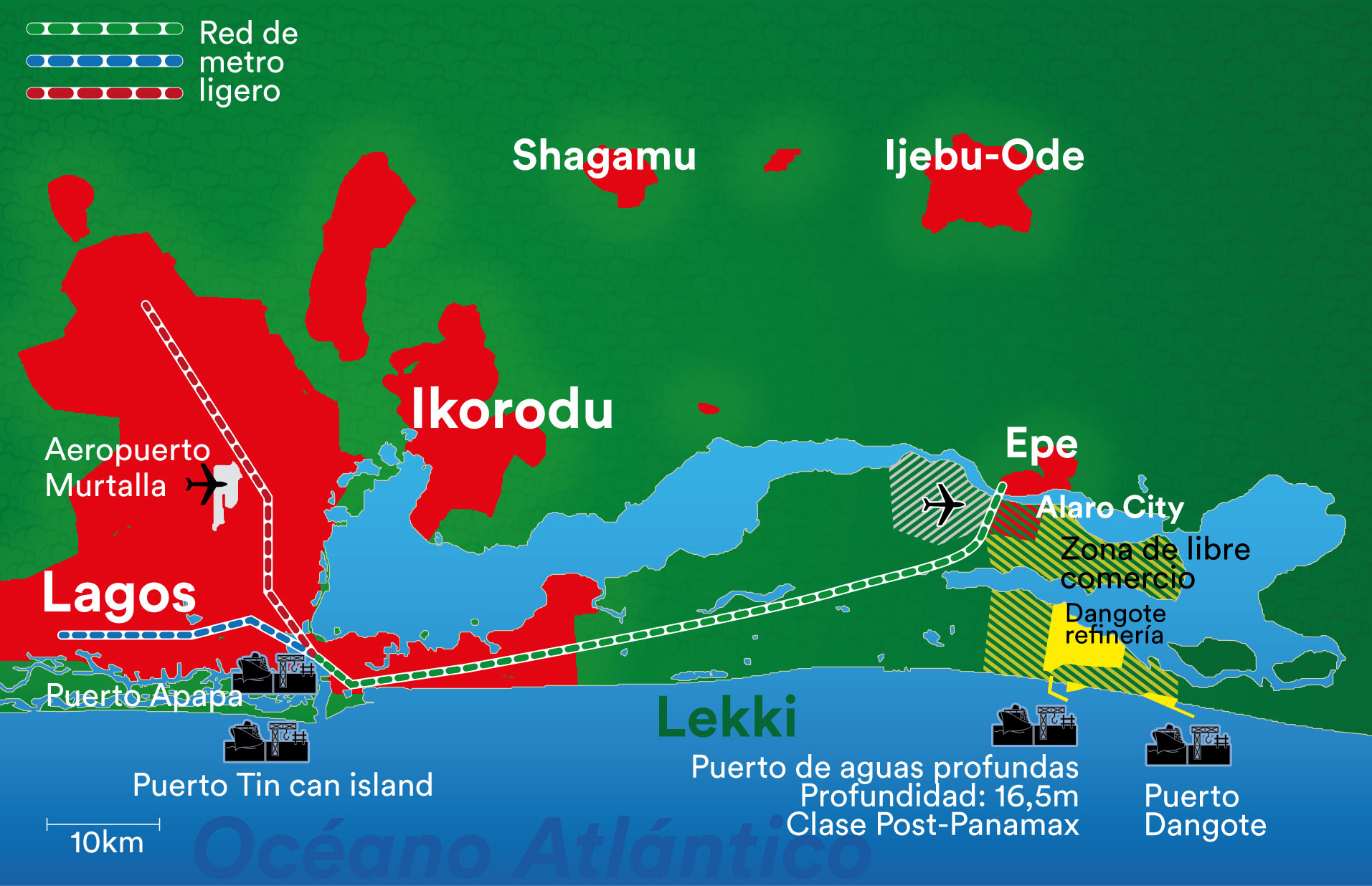
Ubicación de la refinería de Dangote

La Refinería Dangote es una refinería de petróleo propiedad del Grupo Dangote que se inauguró el 23 de mayo de 2023 en Lekki, Nigeria. Cuando esté terminada, tendrá capacidad para procesar unos 650.000 barriles diarios de crudo, lo que la convertirá en la mayor refinería de un solo tren del mundo. La inversión supera los 25.000 millones de dólares. El 18 de septiembre de 2024 comenzó a vender gasolina de forma comercial, en un contexto polémico debido a que empezó a venderse con un incremento del 11%.

## Instalaciones
La refinería está situada en un terreno de 2.500 hectáreas en la zona franca de Lekki, en el estado de Lagos. Se abastece de crudo mediante la mayor infraestructura de oleoductos submarinos del mundo (1.100 km de longitud). Cuando esté plenamente operativa, proporcionará 135.000 puestos de trabajo permanentes en la región.

### Alta complejidad
La refinería de petróleo de Dangote tendrá un índice de complejidad Nelson de 10,5, lo que significa que será más compleja que la mayoría de las refinerías de Estados Unidos (media de 9,5) o de Europa (media de 6,5). (La mayor refinería del mundo, la de Jamnagar, en India, tiene una complejidad de 21,1). El índice de complejidad de Nelson aumenta básicamente con el número y la capacidad de los procedimientos químicos posteriores a la destilación, por ejemplo, hidrocraqueo, NHT, CCR, RFCC, polimerización, etc.
Entre otros, la refinería llevará a cabo estos procesos de refinado:
| Procedimiento | Líneas | Concesionario |
| --- | ------ | ------------- |
| Unidad de destilación de crudo (CDU) Es el primer paso de procesamiento en casi todas las refinerías de petróleo. En el desalador se elimina la sal del crudo. En un único tren de precalentamiento se calienta el crudo utilizando el calor de diferentes procedimientos de esta lista o quemando combustible de fabricación propia, como el GLP Después de esto, el crudo se calienta y se conduce a la columna de destilación. La CDU separa el petróleo crudo entrante en varios componentes de diferentes rangos de ebullición y longitudes de molécula Los componentes más ligeros (gases como el metano, el etano, el propano y el butano) y las naftas (naftas ligeras como el pentano, el hexano y el heptano y las naftas pesadas como el octano (C8) hasta el C12) suben por la columna, los aceites más pesados (C25 y superiores) y los residuos salen por los puntos inferiores. - El objetivo principal de una refinería de petróleo es producir gasolina: una mezcla de moléculas de alcanos sin nitrógeno con una longitud de cinco a doce átomos de carbono. Esto se consigue (1.) clasificando las moléculas de petróleo crudo de diferentes longitudes en columnas de destilación, (2.) rompiendo/"craqueando" las moléculas demasiado largas, (3.) fusionando/"alquilando" las moléculas demasiado pequeñas y (4.) eliminando el azufre y el nitrógeno. - La columna principal de destilación de Lekki es la más grande del mundo (a partir de 2022) y con 112,5 m de altura es incluso mayor que el cohete Saturno V o la Eko Tower Black Pearl de Lagos. | 1      | UOP           |
| RFCC (Residue Fluid Catalytic Cracking) Este proceso de craqueo convierte el fluido residual procedente de la CDU en componentes más ligeros. El fluido residual está formado por moléculas con muchos átomos de carbono (más de 30) y estructuras complejas de anillos y ramas. Es negro, viscoso y no puede evaporarse ni siquiera a altas temperaturas, lo que lo hace inutilizable como combustible sin haber sido craqueado. El líquido residual se pone en contacto con un catalizador adecuado a alta temperatura. El catalizador en este procedimiento es una matriz ácida como la zeolita cristalina de aluminosilicato El craqueo tiene lugar, convirtiendo el fluido en gas de compuestos de moléculas cortas. Después, el catalizador se recupera de la corriente de hidrocarburos craqueados. Los hidrocarburos se introducen en una columna que los separa en función de su punto de ebullición (y, por tanto, de la longitud molecular) - Debido a la geometría de sus moléculas, el craqueo de los alcanos siempre supone (1.) un exceso de átomos de carbono resultante, por ejemplo, en los coquizadores, o (2.) la adición necesaria de hidrógeno, por ejemplo, en el hidrocraqueo, o (3.) la aparición de dobles enlaces covalentes no deseados en los compuestos de hidrocarburos ("alquenos"), por ejemplo, en el RFCC. Como en el RFCC no se añade hidrógeno, los compuestos salientes pertenecen en su mayoría a los alquenos/olefinas (etileno/etileno, propeno/propileno, etc.). Pueden ser hidrotratados en alcanos (para la gasolina), alquilados o polimerizados en polietileno/polipropileno. El regenerador RFCC de Lekki ha sido el elemento más pesado de una carretera africana, antes de ser instalado. También es la pieza de metal más pesada del mundo. - El RFCC es una de las zonas más críticas para la seguridad de una refinería. En 2015, el regenerador de una refinería de Exxon en Torrance, California, explotó debido a la falta de mantenimiento (el expansor se había desgastado, un intercambiador de calor de una unidad diferente tenía una fuga de gases combustibles en el sistema y una válvula de deslizamiento del catalizador funcionaba insuficientemente después de demasiados años de uso) y a acciones incorrectas después de que se produjera un mal funcionamiento (disminución del flujo de vapor, instalación de una persiana, "desviación" del procedimiento estándar). En 2018, la refinería Superior en Wisconsin explotó, también debido a una válvula de deslizamiento del catalizador del RFCC desgastada. | 1      | UOP           |
| "Unicracking" (hidrocraqueo) en modo de hidrocraqueo suave El hidrocraqueo "rompe" los componentes más pesados (moléculas con más de 25 átomos de carbono) en presencia de hidrógeno en moléculas de tamaño medio (4 - 12 átomos de carbono por molécula) El hidrocraqueo suave (MHC) es el craqueo con menos presión pero utilizando un catalizador en presencia de hidrógeno (la presión es de 60 a 110 bar en comparación con el hidrocraqueo convencional a 200 bar). Como catalizador se utiliza la zeolita. A diferencia del hidrotratamiento, en el que el hidrógeno se utiliza para romper los enlaces entre el carbono y el azufre o entre el carbono y el nitrógeno, el hidrocraqueo suave utiliza el hidrógeno para romper los enlaces entre los átomos de carbono - En este caso deben respetarse las normas de seguridad. En la refinería de Valero, en Delaware, dos técnicos de servicio murieron en 2005 por asfixia con nitrógeno mientras intentaban recuperar un rollo de cinta aislante del reactor, a sólo 1,5 m por debajo de ellos. Otros trabajadores habían inundado previamente el reactor con nitrógeno para eliminar el oxígeno, pero no habían puesto una advertencia específica. | 1      | UOP           |
| Alquilación ("Alky") La alquilación es (en cierto modo) lo contrario del craqueo. Combina varias moléculas de nafta o gas más ligeras (C2 - C6) para formar una molécula de nafta más pesada (C8 - C12). Se trata de hacer reaccionar el isobutano con el propileno o el butileno procedentes de la RFCC. - También en este caso hay que respetar las normas de seguridad. El 22 de noviembre de 2016, se produjo un incendio en una refinería de Baton Rouge debido a trabajos de mantenimiento en una válvula de 30 años de antigüedad que debía ser accionada manualmente. Salieron 900 kg de isobutano y formaron una nube de gas explosiva que se encendió en una máquina de soldar que estaba encendida (a 20 m de distancia). 4 trabajadores sufrieron quemaduras graves | 1      | DuPont        |
| Tratamiento de hidrógeno de la nafta (NHT, "Hydrotreatment"). La nafta es una mezcla de moléculas de hidrocarburos que se asemejan a la gasolina en el número de sus átomos de carbono (de 5 a 12), pero algunas de las cuales tienen inclusiones de azufre o nitrógeno. En este procedimiento, la nafta ligera o pesada procedente de la CDU reacciona con el hidrógeno en presencia de un catalizador como el cobalto-molibdeno (o el níquel-molibdeno en el caso del crudo con bajo contenido de azufre) a temperaturas relativamente altas y presiones moderadas. (Las condiciones del reactor de una unidad de hidrotratamiento de nafta se sitúan en torno a los 205-260˚C con una presión de 25-45 bares.) La NHT convierte las olefinas/alquenos (como el hexeno), el nitrógeno, el oxígeno, los metales y los compuestos de azufre en productos que pueden utilizarse en otros procesos. El objetivo principal de la NHT es eliminar el azufre y el nitrógeno. Estos contaminantes se convierten en NOx y SOx en un motor de combustión y son perjudiciales para la salud humana y el medio ambiente. Los compuestos de azufre y nitrógeno presentes en la nafta también pueden desactivar el catalizador en los procedimientos de reformado como la RCC y, por tanto, deben eliminarse antes del reformado catalítico. - La NHT consta principalmente de un calentador, un inyector de hidrógeno, un reactor de lecho fijo y una columna separadora, en la que se dividen la nafta desulfurada y los gases como el hidrógeno y el sulfuro de hidrógeno. - La última sección del NHT puede ser un "slide stripper". El separador deslizante separa ("tira") la nafta ligera (pentanos, hexanos) de la nafta pesada. La nafta ligera va directamente a la mezcla de gasolina o se isomeriza primero. El stripping de deslizamiento consiste principalmente en una columna de stripping y un tambor de reflujo. Al igual que el RFCC, el NHT es un área de seguridad crítica de una refinería. En 2010, el intercambiador de calor NHT de la refinería Tesoro de Anacortes se rompió, provocando una explosión y matando a 7 trabajadores. El intercambiador de calor había sufrido los efectos a largo plazo de un "ataque de hidrógeno a alta temperatura". El personal de mantenimiento había ignorado las fugas del intercambiador de calor antes de la explosión, considerándolas "normales" | 1      | UOP           |
| El hidrotratamiento del gasóleo (DHDT) elimina impurezas como el azufre y el nitrógeno del gasóleo en presencia de un catalizador y de hidrógeno, convirtiéndolo en gasóleo. El gasóleo tiene de 9 a 24 átomos de carbono por molécula (C9 ... C24), mientras que la gasolina tiene de 4 a 12 átomos de carbono por molécula (C4...C12) El gasóleo también tiene un mayor contenido de azufre que la nafta. El proceso de hidrotratamiento de los gasóleos es similar pero mucho más complejo que el de la NHT, principalmente debido a la adición del sistema de aminas regenerativas, que recupera el exceso de gas hidrógeno y elimina el sulfuro de hidrógeno mediante la dietanolamina (DEA). |        |               |
| Regeneración continua del catalizador (CCR) Plataforma / Reforma. En los motores de alta compresión, componentes importantes de la gasolina, como el pentano o el hexano de estructura simple, tienden a encenderse antes de que la bujía emita la chispa. Esto se denomina "golpeteo del motor" y es indeseable. Para cada componente existe una medida que indica lo "resistente al golpeteo" que es: el RON u octanaje. Dado que la nafta tiene un octanaje de alrededor de 90, pero los motores modernos requieren un RON de 95 o 98, parte de la nafta debe convertirse en componentes que tengan un RON superior a 100 y mezclarse con la gasolina. Estos componentes son los compuestos altamente aromáticos: moléculas con estructuras de anillo y, si es posible, también con dobles enlaces covalentes. Tienen un RON de aproximadamente 115. La conversión de la nafta en compuestos aromáticos tiene lugar en el RCC. Este proceso convierte las moléculas lineales con al menos 7 átomos de carbono en compuestos con forma de anillo (aromáticos) como el BTX (benceno, tolueno, xileno), retirándoles el hidrógeno. El hidrógeno es un subproducto importante de la RCC y se utiliza en otros procedimientos de esta lista. - En un primer momento, se añade hidrógeno a la nafta despentanizada o deshexanizada bajo 4 a 45 atm y 495 °C a 525 °C. El proceso es altamente endotérmico, lo que requiere un recalentamiento constante entre varias cámaras del reactor. La nafta entrante también debe estar libre de azufre, ya que éste daña el catalizador (lo que se denomina "envenenamiento del catalizador de níquel"). Tras la reacción química, la corriente pasa a un separador que recupera el hidrógeno superfluo. A continuación, una columna estabilizadora divide el flujo en componentes de moléculas más ligeras (metano, etano, propano) y el "reformado" de alto octanaje, de forma similar a una columna de destilación. Además de la RCC existe la plataforma SR ("semirregenerativa", "de lecho fijo"), la RCC se considera más avanzada técnicamente (por ejemplo, el catalizador no se desgasta tan rápidamente). | 1      | UOP           |

### Instalaciones marítimas
Las instalaciones marítimas autosuficientes tienen la capacidad de optimizar la carga. Las instalaciones marítimas incluyen:
- 2 SPM de crudo (punto único de amarre) para la descarga de buques desde el Aframax hasta el ULCC (ultra large crude carrier)
- 3 SPM de productos para la exportación de productos hasta buques Suezmax
- 2 oleoductos submarinos de crudo (diámetro de 48" o 1,22 metros) con interconexión
- 4 oleoductos submarinos para productos e importaciones (diámetro de 24" o 0,61 metros)
- aprox. 120 km de oleoducto submarino

## Rendimiento previsto

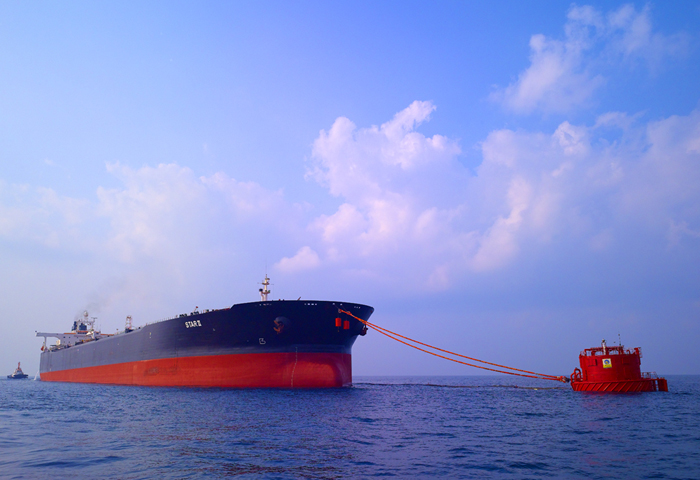
Amarre de un solo punto ("SPM", aquí: en Kochi, India)

Con una sola unidad de destilación de crudo, la refinería será la mayor del mundo de un solo tren.
A plena producción, la instalación procesará unos 650.000 barriles diarios de crudo, transportados por oleoductos desde los yacimientos del Delta del Níger, donde también se obtendrá gas natural para abastecer la fábrica de fertilizantes y ser utilizado en la generación eléctrica del complejo de la refinería. Esto se corresponde con 50.000.000 de litros de gasolina de calidad Euro-V y 17.000.000 de litros de gasóleo diarios, así como combustible de aviación y productos plásticos. Con una capacidad superior a la producción total de las infraestructuras de refinado existentes en Nigeria, la refinería de Dangote podrá satisfacer toda la demanda nacional de combustible del país, así como exportar productos refinados.